# 莫龙德亚尔马桑
莫龙德亚尔马桑，是西班牙卡斯蒂利亚-莱昂索里亚省的一个市镇。总面积62平方公里，总人口198人（2023年），人口密度4人/平方公里。